# Seznam moskevských kněžen
Tento seznam moskevských kněžen obsahuje chronologický seznam manželek moskevských knížat a velkoknížat moskevských a vladimirských.

## Charakteristika
Moskevská knížata uzavírala sňatky jak z dynastických důvodů s kněžnami z jiných měst, tak pro osobní sklony k ženám, jejichž původ se nedochoval. Po smrti svých manželů moskevské kněžny a královny obvykle odešly do kláštera a přijaly nové jméno v mnišství, pod kterým jsou někdy v pramenech uváděny.
Moskevská knížata do druhého manželství vstupovala pouze v případě úmrtí choti, ale s knížetem Vasilijem III. se ujal zvyk, známný také v Byzanci a převzatý ruskými cary, „rozvádět“ se s nechtěnou manželkou jejich posíláním do kláštera. Osud ženy obvykle závisel na její schopnosti porodit dědice.
| Jméno                                                                       | řeholní jméno                                                           | portrét | rok narození a úmrtí | manžel                | datum sňatku | potomci z manželství      | zánik titulu                                                               | místo pohřbení                                                                                  |
| --------------------------------------------------------------------------- | ----------------------------------------------------------------------- | ------- | -------------------- | --------------------- | ------------ | ------------------------- | -------------------------------------------------------------------------- | ----------------------------------------------------------------------------------------------- |
| Marija                                                                      |                                                                         |         | chybí údaje          | Daniil Alexandrovič   |              | dědic, synové, dcery      | chybí údaje                                                                | chybí údaje                                                                                     |
| Jméno neznámé, dcera Konstantina Borisoviče, knížete rostovského            |                                                                         |         |                      | Jurij III. Daniilovič | 1297         | dcera                     | chybí údaje                                                                | chybí údaje                                                                                     |
| Končaka, (pravoslavným jménem Agafija)                                      |                                                                         |         | † 1318               | Jurij III. Daniilovič | 1317         | žádné                     | zemřela za života manžela, zřejmě otrávena                                 | chybí údaje                                                                                     |
| Jelena, zřejmě dcera smolenského knížete Alexandra Gleboviče                | v mnišství Solomonida                                                   |         | † 1. března 1331     | Ivan I. Kalita        | rok neznámý  | dědic, synové, dcery      | zemřela před svým manželem, před smrtí složila slib                        | Chrám Spasitele na Boru (Kreml), hrob zničen                                                    |
| Uljana, její původ není znám                                                |                                                                         |         | chybí údaje          | Ivan I. Kalita        | 1332         | pouze dcery (?)           | zemřela po smrti manžela                                                   | chybí údaje                                                                                     |
| Anastázie, (před sňatkem Augusta), dcera litevského velkoknížete Gediminase | náhrobek zničen, není možné určit její mnišské jméno                    |         | † 11. března 1345    | Semjon Hrdý           | 1333         | dva chlapci a dcera       | zemřela po složení řeholních slibů                                         | Chrám Spasitele na Boru (Kreml), hrob zničen                                                    |
| Eupraxie Fjodorovna, dcera smolenského knížete Fjodora Svjatoslavoviče      |                                                                         |         | † 1348               | Semjon Hrdý           | 1345         | žádné                     | několik měsíců po sňatku manželem zapuzena a provdána otcem za jiného muže | chybí údaje                                                                                     |
| Marija Alexandrovna, dcera Alexandra Michajloviče Tverského                 | v mnišství Feotinie                                                     |         | † 17. března 1399    | Semjon Hrdý           | 1347         | synové, zemřeli v dětství | po smrti manžela odešla do kláštera                                        | Chrám Spasitele na Boru (Kreml), hrob zničen                                                    |
| Feodosija Dmitrijevna, dcera Dmitrije Brjanského                            |                                                                         |         | † 1342               | Ivan II. Ivanovič     | 1341         | není známo                | zemřela na mor                                                             | chybí údaje                                                                                     |
| Alexandra Ivanovna, původ není znám                                         | v mnišství Marija                                                       |         | † 26. prosince 1364  | Ivan II. Ivanovič     | 1345         | dědic, synové, dcery      | zemřela jako vdova, před smrtí přijala mnišství                            | Chrám Spasitele na Boru (Kreml), hrob zničen                                                    |
| Jevdokija Suzdalská                                                         | v mnišství Jefrosinja, kanonizována jako přepodobná Eufrosyné Moskevská |         | kolem roku 1353–1407 | Dmitrij Donský        | 1367         | dědic, synové, dcery      | po smrti manžela odešla do kláštera                                        | Vozněsenský klášter. V roce 2008 byly její ostatky přeneseny do chrámu sv. Michaela archanděla. |

### Velkovévodkyně moskevské a Vladimirské
| Jméno                                                                                | řeholní jméno                                             | portrét | rok narození a úmrtí        | manžel                   | datum sňatku                   | potomci z manželství      | zánik titulu | místo pohřbení                          |
| ------------------------------------------------------------------------------------ | --------------------------------------------------------- | ------- | --------------------------- | ------------------------ | ------------------------------ | ------------------------- | --- | --------------------------------------- |
| Žofie Litevská                                                                       | v mnišství Ефросинья                                      |         | 1371–1453                   | Vasilij I.               | 1390                           | následník, synové a dcery | přežila manžela, přijala mnišské sliby                                                                                          | Vozněsenský monastýr moskevského Kremlu |
| Marie Jaroslavna, kněžna Borovská                                                    | v mnišství Marfa                                          |         | † 1484                      | Vasilij II.              | 1433                           | následník, synové, dcery  | po smrti manžela odešla do kláštera                                                                                             | Vozněsenský monastýr moskevského Kremlu |
| Anastázie Jurjevna                                                                   |                                                           |         | † 11. června 1422           | Jurij Zvenigorodský      | 1400                           | synové-následníci         | (Vedlejší linie uchazečů, účastníků války o velkoknížecí stolec). Zemřela před nástupem manžela na trůn v roce 1433 a 1434.     | Vozněsenský monastýr moskevského Kremlu |
| Anastázie Andrejevna, dcera Andreje Vladimiroviče, knížete serpuchovsko-radoněžského |                                                           |         |                             | Vasilij Jurjevič         |                                | není známo                | (Vedlejší linie uchazečů, účastníků války o velkoknížecí stolec)                                                                | ?                                       |
| Žofie Dmitrijevna                                                                    |                                                           |         | nejpozději 1436 – před 1456 | Dmitrij Jurjevič Šemjaka | 1436 (?)                       | syn, dcera                | (Vedlejší linie uchazečů, účastníků války o velkoknížecí stolec)                                                                | ?                                       |
| Marija Borisovna, kněžna tverská                                                     |                                                           |         | † 1467                      | Иван III                 | 1452                           | jeden syn                 | zemřela za života manžela, pravděpodobně otrávena                                                                               | Vozněsenský monastýr moskevského Kremlu |
| Sofia Palaiologovna                                                                  | křtěná jako Zoja                                          |         | † 1503                      | Иван III                 | 1472                           | následník, synové, dcery  | zemřela za života manžela | Vozněsenský monastýr moskevského Kremlu |
| Solomonija Jurjevna Saburovová                                                       | v mnišství Sofia, kanonizována jako svatá Sofie Suzdalská |         | kolem roku 1490–1542        | Vasilij III.             | 1505 vybrána při volbě nevěsty | žádné děti                | postřižena na mnišku kvůli neplodnosti                                                                                          | Pokrovský klášter v Suzdali             |
| Jelena Glinská                                                                       |                                                           |         | 1508–1538                   | Vasilij III.             | 1526                           | následník                 | Zemřela jako regentka po smrti manžela. Pravděpodobně otrávena (expertíza ostatků ve 20. století prokázala zvýšený obsah rtuti) | Vozněsenský monastýr moskevského Kremlu |